# GENCI
GENCI (acronyme de Grand Équipement National de Calcul Intensif) est une infrastructure de recherche (TGIR / IR*), société civile française, créée en janvier 2007. Elle est détenue à 49 % par l’État français représenté par le ministère de l'Enseignement supérieur et de la Recherche, 20 % par le CEA, 20 % par le CNRS, 10 % par France Universités et 1 % par Inria.
Chargé de mettre à disposition des moyens performants de calcul et de traitement de données massives, GENCI a pour mission aux niveaux national et européen, de favoriser l'usage du calcul intensif associé à l'intelligence artificielle et aux technologies quantiques au bénéfice des communautés académiques et industrielles dans le cadre de la recherche ouverte. 

## Missions
GENCI a pour missions de : 
- Mettre en œuvre la stratégie nationale d'équipement en moyens de calcul intensif, stockage et de traitement de données massives associé aux technologies de l’IA  et aux futures technologies quantiques au bénéfice de la recherche scientifique ouverte française et Européenne en lien avec les trois centres nationaux de calcul
- Soutenir la réalisation d'un écosystème intégré du calcul intensif, de l’IA et du quantique à l'échelle nationale et européenne
- Promouvoir la simulation numérique par le calcul intensif auprès des équipes de la recherche ouverte académique et des industriels.

GENCI a longtemps été le représentant français au sein de l'infrastructure de recherche européenne PRACE. Elle est désormais présente au sein de l'entreprise européenne EuroHPC Joint Undertaking. 
GENCI met à disposition gratuitement, ses très gros calculateurs, à destination des scientifiques français académiques et industriels afin qu'ils réalisent des travaux de pointe nécessitant l'utilisation de la simulation numérique et du calcul intensif, sur les critères de l'excellence scientifique et de la recherche ouverte (les résultats obtenus dans ce cadre doivent donner lieu à publication).

## Les acquisitions de la société

### Jadeau CINES

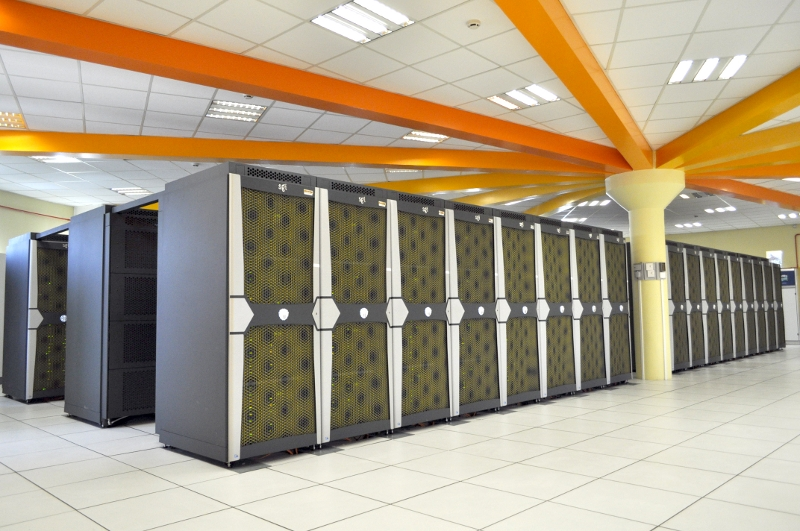
Vue du supercalculateur Jade en salle SM1 au Centre informatique national de l'enseignement supérieur (CINES).

Le GENCI a installé en octobre 2008 un supercalculateur SGI ICE 8200 EX au CINES de 147 TFlops qui a par la suite été étendu courant 2010 à 267 TFlops.
La première tranche était composée de 24 racks de calcul hébergeant 1 536 lames de calcul (chaque lame est dotée de 2 sockets quadricœurs Intel Harpertown 3,0 GHz, 4 Go de mémoire par cœur) interconnectées par deux réseaux haut débit de calcul Infiniband 4X DDR. Au total 12 288 cœurs de calcul, 48 To de mémoire distribuée et 0,5 Po de disque attaché sous Lustre composent l'ensemble.
Cette configuration est classée en 28e position du TOP500 de novembre 2009, et en seconde au niveau européen derrière la machine de Julich[pas clair].
La seconde tranche était composée de 21 racks hébergeant 1 344 lames additionnelles de calcul (chaque lame est dotée de 2 sockets quadricœurs Intel Nehalem 2,8 GHz, 4,5 Go de mémoire par cœur) interconnectées à la fabrique initiale Infiniband 4x DDR. Cette tranche a donc ajouté 10 752 cœurs de calcul, 48 To de mémoire distribuée à l'ensemble.
La configuration a évolué début 2010 et place le calculateur en 18e position mondiale, 3e européenne et en première position française du classement TOP500 de juin 2010.
L'architecture logicielle du système est à base d'une distribution Linux et de logiciels open source.
La machine Jade a été arrêtée en janvier 2015 et remplacée par le supercalculateur OCCIGEN.

### Titaneau CCRT
Le GENCI a commandé le 22 avril 2008 à Bull un superordinateur nommé Titane. Il s'agit d'un cluster Novascale hybride qui a la particularité d'utiliser en complément de processeurs de calcul Intel des processeurs graphiques (GPU) fournis par Nvidia.
Cette configuration installée au centre de calcul recherche et technologie (CCRT) début 2009 comportait 1 068 nœuds de calcul doté chacun de deux processeurs Intel Nehalem quadricœurs et de 48 serveurs graphiques Nvidia Tesla S1070 (chaque serveur disposant de 4 processeurs T10P, 4 fois 4 Go de mémoire), qui ont accès à 25 TBytes de mémoire et à 0,5 PBytes d'espace disque attaché.
L'architecture logicielle du système est à base d'une distribution Linux et de logiciels open source.
Sa puissance crête était de 100 Tflops pour les processeurs Intel, et de 200 Tflops simple précision pour les accélérateurs Nvidia.
La machine Titane a été arrêtée à l'été 2011 et remplacée par le supercalculateur CURIE au TGCC.

### CURIEau TGCC
Dans le cadre de sa participation dans l'infrastructure de recherche PRACE comme membre hébergeur, la France représentée par GENCI met à disposition depuis début 2011 un supercalculateur Bull d'une puissance crête de 2,1 PFlops nommé CURIE.
Installé et géré par les équipes du TGCC (Très Grand Centre de Calcul du CEA) à Bruyères-le-Châtel (Essonne), CURIE est composé de trois tranches complémentaires :
- une tranche dite à nœuds larges composée de 90 nœuds Bull S6010 comportant chacun 4 fois 4 processeurs octo-cœurs Intel Xeon Nehalem EX 2,26 GHz et 512 Go de mémoire partagée. Au total cette tranche dispose donc d'une puissance crête de 105 TFlops pour 11 520 cœurs et d'une capacité mémoire distribuée de 46 To. Elle est particulièrement adaptée aux travaux à scalabilité limitée, nécessitant de gros volumes de mémoire par nœud ;
- une tranche dite à nœuds hybrides composée de 144 lames Bull B505 avec pour chacune deux processeurs Intel Westmere EP 2,26 GHz et deux GPU Nvidia Tesla M2090 T20A. Au total cette tranche dispose d'une puissance crête de plus de 192 TFlops, elle est adaptée aux travaux pouvant tirer parti d'architectures hybrides, programmées sous les modèles CUDA, OpenCL ou OpenACC ;
- une tranche dite à nœuds fins composée de 5 040 lames Bull B510 avec pour chacune deux processeurs Intel Sandy Bridge octo-cœurs EP 2,7 GHz, 64 Go de mémoire partagée et un disque SSD de 128 Go. Au total cette tranche dispose d'une puissance crête de 1,74 PFlops pour 80 640 cœurs, elle est adaptée à toutes les applications nécessitant une architecture généraliste et fortement parallèle.

Ces 3 tranches sont fédérées par un réseau d'interconnexion Infiniband QDR Fat tree non bloquant et accèdent à un système de fichiers parallèle Lustre à deux niveaux (/scratch et /work) de 5 Po utiles à des débits respectifs de 150 et 100 Go/s.
La machine CURIE a été intégralement mise en production en mars 2012, elle est ouverte à 80 % pour PRACE et à 20 % pour les besoins nationaux.
La partie nœuds fins de CURIE a été classée en 9e position du Top 500 du mois de juin 2012.

### AdaetTuringà l'IDRIS
Ada et Turing sont deux superordinateurs construits par IBM, acquis en 2013 par GENCI pour l'IDRIS, le centre de calcul numérique intensif d'Orsay.

### OCCIGENau CINES
En janvier 2015, GENCI a procédé au remplacement du supercalculateur SGI Jade au CINES par une nouvelle machine Bull nommée OCCIGEN.
Ce supercalculateur d'une puissance crête de 2,1 PFlops est composé de 24 racks de calcul et de 8 racks de disques et de service.
Chaque rack de calcul intègre 5 châssis soit 90 lames de calcul, chaque lame étant composée de deux processeurs Intel Haswell (Xeon E5 v3 2690) 12 cœurs à 2,6 GHz, 64 à 128 Go de mémoire et un disque SSD de 120 Go. Chaque lame est dotée d'un refroidissement DLC (Direct Liquid Cooling) par eau chaude.
Les lames de calcul sont fédérées par un réseau d'interconnexion Infiniband FDR selon une topologie Fat Tree élaguée (avec une légère réduction de bande passante) et disposent d'un accès vers un système de fichiers parallèle Lustre de 5,1 Po accédé à 106 Go/s.
Au total OCCIGEN permet de disposer de 50 544 cœurs de calcul et de plus de 200 To de mémoire distribuée, elle représente un incrément de plus d'un facteur 8 en puissance de calcul et 2 en capacité mémoire par rapport à Jade.
Un des points majeurs d'attention dans le choix d'OCCIGEN a été l'optimisation de la consommation électrique globale et à ce titre OCCIGEN permet via un refroidissement à 88 % par eau chaude et 12 % par air de consommer au maximum 934 kW pour un PUE < 1.1.
OCCIGEN a été classé en 26e position du TOP500 du mois de novembre 2014.

### Adastraau CINES
Le supercalculateur Adastra est le plus puissant de France en 2023. Il est installé au CINES à Montpellier. Il est deux fois plus puissant que le précédent détenteur du titre, Jean-Zay, du CNRS, et se classe à la 11e place des supercalculateurs les plus puissants du monde, selon le classement TOP500 de novembre 2022. Adastra a une capacité de calcul de 74 pétaflops.